# Compsibidion simillimum
Compsibidion simillimum är en skalbaggsart som beskrevs av Martins 1969. Compsibidion simillimum ingår i släktet Compsibidion och familjen långhorningar. Inga underarter finns listade i Catalogue of Life.